# Greendale (Missouri)
Greendale ist eine Stadt mit dem Status „City“ im St. Louis County im US-Bundesstaat Missouri. Das U.S. Census Bureau hat bei der Volkszählung 2020 eine Einwohnerzahl von 642 ermittelt.

## Geographie
Die Koordinaten von Greendale liegen bei 38°41'40" nördlicher Breite und 90°18'52" westlicher Länge.
Nach Angaben der United States Census 2010 erstreckt sich das Stadtgebiet von Greendale über eine Fläche von 0,54 Quadratkilometer (0,21 sq mi). Greendale grenzt im Osten an Normandy, im Westen an Bel-Nor und im Süden an Pagedale.

## Bevölkerung
Nach der United States Census 2010 lebten in Greendale 651 Menschen verteilt auf 312 Haushalte und 174 Familien. Die Bevölkerungsdichte betrug 1205,6 Einwohner pro Quadratkilometer (3100,0/sq mi).
Die Bevölkerung setzte sich 2010 aus 28,0 % Weißen, 68,5 % Afroamerikanern, 0,8 % Asiaten, 0,9 % aus anderen ethnischen Gruppen und 1,8 % mit zwei oder mehr Ethnien zusammen. Bei 1,8 % der Bevölkerung handelte es sich um Hispanics oder Latinos. Von den 312 Haushalten lebten in 24,4 % Kinder unter 18 und in 11,5 % der Haushalten lebten Personen über 65.
Von den 651 Einwohnern waren 16,0 % unter 18 Jahre, 10,2 % zwischen 18 und 24 Jahren, 21,7 % zwischen 25 und 44 Jahren, 37,0 % zwischen 45 und 64 Jahren und in 15,1 % der Menschen waren 65 Jahre oder älter. Das Durchschnittsalter betrug 45,9 Jahre und 43,6 % der Einwohner waren männlich.

## Belege
1. ↑  Explore Census Data Total Population in Greendale city, Missouri. Abgerufen am 2. Februar 2023.
2. ↑   United States Census
3. ↑   American Fact Finder